# Erik Solheim
Erik Solheim (født 18. januar 1955 i Oslo) er en norsk politiker tidligere for SV. Han sluttede sig til Miljøpartiet De Grønne  i 2019. Han er søn af forlagskonsulent Bjørn Elling Solheim og direktør i Højesteret Sophie Grindstad.
Solheim har været udviklingminister, og tidligere været miljøminister i Regeringen Jens Stoltenberg II.

## Baggrund
Solheim er uddannet cand.mag. med fagene historie og sociologi.
Han var leder i Sosialistisk Ungdom 1977–1980, partisekretær i SV 1981–1985, og leder for SV i perioden 1987–1997. Han var stortingsrepræsentant fra Sør-Trøndelag 1989–1993, fra Oslo fra 1993–2001. Solheims personlige rådgiver som SV-leder og stortingsrepræsentant var i flere år Thor Gjermund Eriksen, senere redaktør for Dagbladet.
Fra foråret 2000 var han specialrådgiver for udenrigsministeriet på Sri Lanka, og arbejdede på, at få en fredsaftale mellem myndighederne og Tamiltigrene LTTE. Hans supleant til Stortingets udenrigskomite var i denne periode Lisbet Rugtvedt. 
Solheim har vært valgobservatør i Rusland, Georgien, Hviderusland og Ukraine. Udover sit engagement for fred og konfliktløsning har Solheim altid været meget optaget af miljøspørgsmål, han var blandt andet til stede på FNs miljøkonference i Rio i 1992. I udviklingspolitikken har han udover fred og miljø, været optaget af kvinder og ligestilling samt olie og energi-spørgsmål. Han har  siden 2016 været leder af United Nations Environment Programme, men han meldte i november 2018 at han fratræder efter en kritisk revisionsrapport.